# Apama (esposa de Seleuco I Nicátor)
Apama foi uma esposa de Seleuco I Nicátor e mãe do seu sucessor Antíoco I Sóter.
Apama era filha de Espitamenes (Pitamenes), um general dos partas, morto por Seleuco I Nicátor. Segundo Estrabão, o nome do seu pai era Artabazo.
Apama era virgem, e teve duas filhas com Seleuco, Apama e Laódice. Ela também foi a mãe de Antíoco I Sóter.
Após a morte de Apama, Seleuco achou Estratonice, filha de Demétrio Poliórcetes, escondida com seu pai Demétrio na cidade de Rhosus, que havia sido fundada por Cílix, filho de Agenor. Seleuco se apaixonou por Estratonice, que era muito bonita. Seleuco e Estratonice tiveram uma filha, Fila.
A cidade de Apameia, fundada por Seleuco, ganhou este nome em homenagem a sua esposa, Apama, filha de Artabazo.